# 레 의종
레 의종(베트남어: Lê Ý Tông / 黎懿宗, 1719년 3월 29일(음력 2월 9일) ~ 1759년 8월 10일(음력 윤 음력 6월 16일))은 대월 후 레 왕조의 제26대 황제(재위: 1735년 ~ 1740년)이다. 성명은 레 주이 턴(베트남어: Lê Duy Thận / 黎維祳 여유신)이며, 다른 이름은 레 주이 이(베트남어: Lê Duy Y / 黎維禕 여유의)가 있다.

## 생애
빈틴 15년 2월 9일(1719년 3월 29일)에 레 유종의 11번째 아들로 태어났다. 찐끄엉의 정실(正室)인 부티응옥응우옌(武氏玉源)의 종생(從甥)으로, 그녀에 의해 찐 주의 왕부(王府)에서 양육되었다.
롱득 4년(1735년), 맏형인 레 순종이 죽자 찐장은 그가 순종과 모습이 닮았다고 하여 황제로 옹립하였다. 빈흐우로 개원하였고, 생일을 춘화성절(春和聖節)이라고 하였다.
빈흐우 6년(1740년) 정월, 정왕태비(鄭王太妃) 부티응옥응우옌이 찐장을 퇴위시키고, 찐조아인을 왕으로 옹립하였다. 찐조아인은 순종의 아들 레주이지에우가 적자(嫡子) 출신이라 여겨 황제로 옹립하려고 했다. 동년 5월 21일(6월 14일), 찐조아인의 요구에 따라 조카인 레주이지에우에게 전위하고 태상황으로 높여졌다.
까인흥 20년 윤6월 18일(1759년 8월 10일), 죽었다. 묘호를 의종(懿宗), 시호를 온가장숙개제통민환홍연예휘황제(溫嘉莊肅愷悌通敏寬洪淵睿徽皇帝)로 하였다.

## 기년
| 의종        | 원년            | 2년        | 3년        | 4년        | 5년        | 6년        |
| ----------- | --------------- | ---------- | ---------- | ---------- | ---------- | ---------- |
| 서력 (西曆) | 1735년          | 1736년     | 1737년     | 1738년     | 1739년     | 1740년     |
| 간지 (干支) | 을묘(乙卯)      | 병진(丙辰) | 정사(丁巳) | 무오(戊午) | 기미(己未) | 경신(庚申) |
| 연호 (年號) | 영우(永祐) 원년 | 2년        | 3년        | 4년        | 5년        | 6년        |